# Lazarus Union
Lazarus Union (celým názvem Union Corps Saint Lazarus International, zkráceně CSLI) je mezinárodní nevládní organizace zaměřená na humanitární pomoc a civilní ochranu.

## Popis
Lazarus Union se postupně zformovala mezi lety 2008 a 2009. Prvním prezidentem byl 27. června 2009 zvolen rakouský podnikatel a filantrop Wolfgang Steinhardt. Organizaci předsedal až do roku 2019. Pod jeho vedením organizace dosáhla v roce 2014 speciálního statutu poradního orgánu v Ekonomické a sociální radě OSN. V roce 2017 byla nominována na Nobelovu cenu míru za podporu mezinárodního dialogu mezi národy. V roce 2018 bylo Lazarus Union prostřednictvím Petera Zurbriggena uděleno apoštolské požehnání od papeže Františka. Roku 2019 Lazarus Union získala generální statut poradního orgánu v Ekonomické a sociální radě OSN.
K říjnu 2018 členskou základnu tvořilo více než 23 000 členů z více než 120 zemí světa.

## Činnost
Lazarus Union svou pomoc směřuje lidem v nouzi, jako jsou například lidé bez domova, handicapovaní, senioři a děti.
V Rakousku, Německu, Brazílii, Spojených státech amerických a Itálii má Lazarus Union skupiny civilní ochrany.
Německá pobočka Lazarus Union v Dolním Bavorsku spolupracuje na crowfundingovém projektu proti osamělosti ve stáří v Bad Füssingu a v Pockingu. Organizuje zde vzájemná setkání mezi seniory. Spolupracuje také na potravinových sbírkách pro potřebné s názvem Tafel Burgkunstadt v Burgkunstadtu. Rovněž podporuje mateřské školy ve svém regionu. V roce 2019 si vybrala pro financování projekt, který si kladl za cíl zvýšení dostupnosti elektrické energie ve školách a nemocničních zařízeních v Burkině Faso.
V Rakousku pořádá Lazarus Union každoročně letecký den pro zdravotně postižené. Akce se koná na letišti ve Stockerau a skládá se ze škály aktivit, které si mohou handicapovaní zdarma vyzkoušet. Kromě možnosti letu v několika různých typech letadel a vrtulníků se návštěvníci mohou projet také v řadě speciálních vozidel. Wolfgang Steinhardt se jakožto profesionální pilot a letecký instruktor akcí osobně účastnil a sám lety prováděl.
V Itálii Lazarus Union působí za účelem pomoci a sociální podpory, civilní ochrany a také ochrany a zhodnocování kulturního dědictví. Mezi mimořádné aktivity patřily iniciativy zaměřené na podporu zdraví a pomoc seniorům během pandemie covidu-19.
V Česku a na Slovensku působí pod názvem Lazarus Union Česká a Slovenská republika.

## Galerie

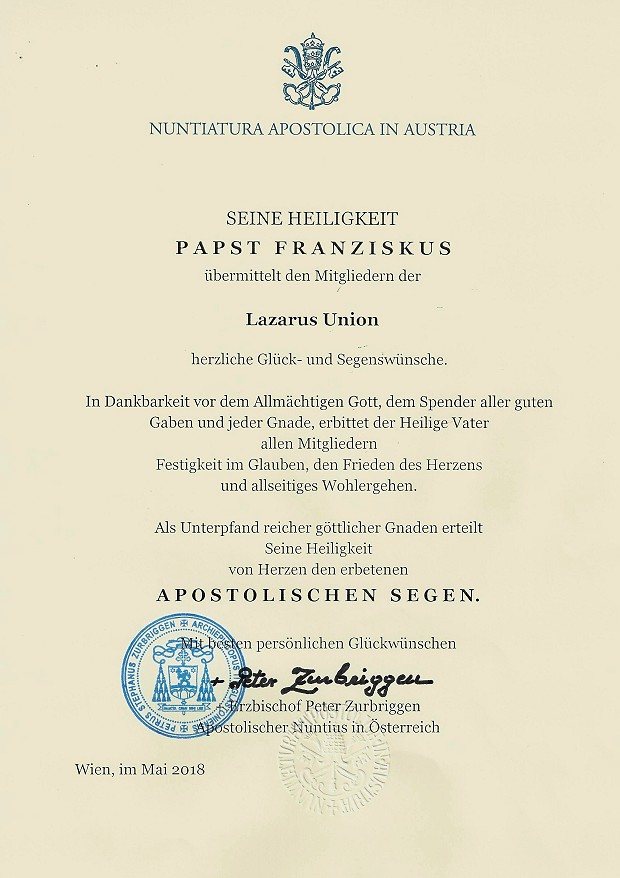
Apoštolské požehnání od papeže Františka
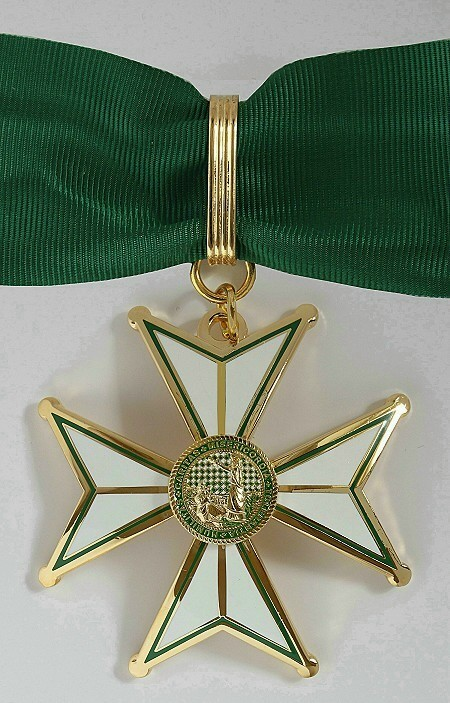
Insignie Lazarus Union